# فهرست میراث جهانی در تانزانیا
میراث جهانی در تانزانیا شامل هفت اثر ثبت‌شده در کشور تانزانیا است که تا تاریخ ۲۰۲۲ سه اثر فرهنگی، سه اثر طبیعی و یک اثر ترکیبی را شامل می‌شوند.
سایت‌های سازمان میراث جهانی آموزشی، علمی و فرهنگی سازمان ملل متحد، یونسکو، مکان‌هایی هستند که دارای اهمیت فرهنگی یا طبیعی هستند، همان‌طور که در پیمان‌نامه میراث جهانی، که در سال ۱۹۷۲ تأسیس شده، شرح داده شده است. تانزانیا در تاریخ ۲ اوت ۱۹۷۷ این کنوانسیون را تصویب کرد و از آن پس مکان‌های طبیعی و فرهنگی این کشور، که واجد شرایط برای درج در لیست باشند را، معرفی می‌کند.
در سال ۱۹۷۹ منطقه حفاظت‌شده انگورونگورو اولین سایتی بود که به عنوان یک میراث طبیعی در فهرست جهانی یونسکو ثبت شد؛ این منطقه در سال ۲۰۱۰ مجدداً بررسی شده و این بار به عنوان میراث فرهنگی نیز تأیید گردید و از آن هنگام، تنها میراث فرهنگی و طبیعی تانزانیا است. علاوه بر انگورونگورو، سه سایت میراث فرهنگی و سه سایت میراث طبیعی دیگر نیز در فهرست میراث جهانی تانزانیا ثبت شده‌اند. پناهگاه حیات وحش سِلوس تنها مورد در این میان است که به خاطر وجود شکار غیرقانونی، در گروه میراث در خطر یونسکو قرار گرفته است. تانزانیا پنج سایت پیشنهادی خود را به عنوان فهرست آزمایشی به یونسکو معرفی کرده است که شامل دو مجموعه فرهنگی و سه ناحیه میراث طبیعی هستند.
تانزانیا یکی از نُه کشوری است که از سال ۲۰۰۱ تاکنون در برنامه‌ای برای مدیریت و نظارت مؤثرتر بر سایت‌های میراث طبیعی شرکت کرده‌اند و پارک ملی سرنگتی در قالب این پروژه قرار گرفته است. شهر زنگبار نیز در «کارگاه آموزشی مناظر شهری تاریخی در ناحیهٔ سواحلی» شرکت دارد و یکی از سه شهری است که طبق این پروژه، به حفاظت و ترویج آن کمک می‌شود.

## میراث جهانی
یونسکو سایت‌ها را با ده معیار فهرست می‌کند. هر ورودی باید حداقل یکی از معیارها را داشته باشد.
| # | نگاره | نام                                   | موقعیت (استان)     | سال ثبت | شماره ثبت | معیارها               | شرح | منبع   |
| ۱ |       | منطقه حفاظت‌شده انگورونگورو            | آروشا              | ۱۹۷۹    | ۳۹        | iv, vii, viii, ix و x | منطقه حفاظت شده انگورونگورو یک سایت فرهنگی و طبیعی میراث جهانی است. این ناحیه گستره وسیعی از دشت‌های مرتفع، جنگل‌های ساوانا و بیشه‌زارها را در بر می‌گیرد. این منطقه که در سال ۱۹۵۹ به عنوان یک منطقه با کاربری چندگانه، با حیات وحش همزیست با دامداران نیمه عشایر ماسای که به چرای سنتی دام می‌پردازند، تأسیس شد. بزرگ‌ترین دهانه آتشفشانی در انگورونگورو قرار دارد. انگورونگورو به دلیل وجود گونه‌های در معرض تهدید، تراکم حیات وحش در منطقه، و کوچ سالانه حیواناتی چون گورخر، غزال و غیره به دشت‌های شمالی، اهمیت جهانی برای حفاظت از تنوع زیستی دارد. همچنین تحقیقات گسترده باستان‌شناسی در انگورونگورو، به مجموعهٔ بزرگی از شواهد فرگشت انسان، از جمله ردپای انسان‌های اولیه با قدمت ۳٫۶ میلیون سال قبل، برخوردند. | [ ۳ ]  |
| ۲ |       | خرابه‌های کیلوا کیسیوانی و سونگو منارا | لیندی              | ۱۹۸۱    | ۱۴۴       | iii                   | بقایای دو بندر بزرگ شرق آفریقا، که توسط کاشفان اولیه اروپایی توصیف شده بود، امروزه در دو جزیره کوچک در کرانه‌های تانزانیا واقع شده است. از قرن سیزدهم تا قرن شانزدهم، بازرگانان کیلوا با طلا، نقره، مروارید، عطر، ظروف عربی، سفال ایرانی و چینی معامله می‌کردند. بنابرین بخش بزرگی از تجارت در اقیانوس هند از طریق این بندرها انجام می‌شد. | [ ۸ ]  |
| ۳ |       | پارک ملی سرنگتی                       | آروشا و مارا       | ۱۹۸۱    | ۱۵۶       | vii و x               | دشت‌های وسیع سرنگتی از ۱٫۵ میلیون هکتار ساوانا تشکیل شده است. کوچ سالانه گله‌های علف‌خوار (مانند کل یالدار، غزال و گورخر) به گودال‌های دائمی آب سرنگتی و به دنبال آن کوچ شکارچیان گوشت‌خوار در تعقیب آن‌ها، یکی از چشمگیرترین رویدادهای طبیعی در جهان است. | [ ۹ ]  |
| ۴ |       | پناهگاه حیات وحش سلوس                 | ایرینگا و موروگورو | ۱۹۸۲    | ۱۹۹       | ix و x                | ذخایر طبیعی سِلوس، با مساحت ۵۰٬۰۰۰ ک‌م۲ بسیار وسیع است. این منطقه دارای تنوع و گوناگونی گسترده در پوشش گیاهی و پستانداران بزرگ است. فیل‌ها، کرگدن سیاه و سفید، تمساح، یوزپلنگ، زرافه از جمله بزرگ‌ترین حیوانات این ناحیه هستند. به دلیل افزایش حجم شکار غیرقانونی، به این سایت برچسب در خطر زده شد. | [ ۴ ]  |
| ۵ |       | پارک ملی کلیمانجارو                   | کلیمانجارو         | ۱۹۸۷    | ۴۰۳       | vii                   | پارک ملی کلیمانجارو، بلندترین نقطه آفریقا را در خود جای داده است. قله کوه پوشیده از برف کلیمانجارو توسط دشت‌های عظیم گرم‌دشت احاطه شده. این پارک همچنین دارای پستانداران بزرگ متعددی است که برخی از آن‌ها در معرض خطر انقراض هستند. | [ ۱۰ ] |
| ۶ |       | شهر سنگی زنگبار                       | زنگبار             | ۲۰۰۰    | ۱۷۳       | ii, iii و vi          | شهر سنگی زنگبار هزارتویی از تلفیق و تأثیر فرهنگ‌های متعددی است که این شهر برای قرن‌ها اداره می‌کردند. بافت شهر قدیمی زنگبار همچنان حفظ شده و وجود عناصر فرهنگی عربی، ایرانی، هندی و سواحلی بر آن مشهود است. این شهر در گذشته مرکز تجارت عربی برده بوده و همچنان پایتخت فرهنگی سواحل شرقی افریقاست. | [ ۱۱ ] |
| ۷ |       | دیوارنگاره‌های کوندوئا                 | دودوما             | ۲۰۰۶    | ۱۱۸۳      | iii و vi              | سایت‌های دیوارنگاره در سراسر دره کافتی پراکنده شده‌اند و بیش از ۲۰۰۰ سال است که در آنجا وجود داشته‌اند. هنر دیوارنگاره‌ای اطلاعات تاریخی ارزشمندی در مورد تکامل بشر در دوره شکارچی-گردآورنده‌ها ارائه می‌کند. | [ ۱۲ ] |

## فهرست آزمایشی
علاوه بر مکان‌هایی که در فهرست میراث جهانی ثبت شده‌اند، کشورهای عضو می‌توانند فهرستی از مکان‌های آزمایشی را که ممکن است برای نامزدی در نظر گرفته شوند، ارائه کنند. نامزدهای فهرست میراث جهانی تنها در صورتی پذیرفته می‌شوند که سایت قبلاً در فهرست آزمایشی ثبت شده باشد. تا تاریخ ۲۰۲۲ تانزانیا پنج اثر را در فهرست آزمایشی خود دارد.
| # | نگاره | نام                         | موقعیت (استان) | سال ثبت | شماره ثبت | معیار  | شرح | منبع   |
| - | ----- | --------------------------- | -------------- | ------- | --------- | ------ | --- | ------ |
| ۱ |       | اولدونیو موروک              | کلیمانجارو     | ۱۹۹۷    | ۸۴۸       | فرهنگی | این ملک تپه‌ای است که در میانهٔ دشت‌های سانیا و دشت‌های اطراف فرودگاه بین‌المللی کلیمانجارو شمالی، در منطقه‌های، در جاده موشی-آروشا قرار دارد. این ملک یک مکان مذهبی-آیینی برای مردمان ماسای زبان کنیا و تانزانیا است. بر روی این تپه هر بار بایستی همه گروه‌های سنی دوازده تا چهارده ساله ماسای جمع شده و نام خود را کسب کنند و از طریق این آیین جوانان به بزرگسالان جامعه می‌پیوندند.                                           | [ ۱۴ ] |
| ۲ |       | پارک ملی گمبه               | کیگوما         | ۱۹۹۷    | ۸۴۹       | طبیعی  | پارک ملی گُمبه با ۵۲ کیلومتر مربع ناحیه کوهستانی، در اطراف دریاچه تانگانیکا قرار گرفته است. این جنگل‌ها مولد زیستگاهی غنی برای پستانداران جنگلی به ویژه نخستی‌ها (سرئوپیتکوس، کلوبوس) فراهم می‌کنند، اما گمبه عمدتاً برای شامپانزه‌های اوتس و نتایج مطالعه جین گودال روی آنها در طول سی سال شناخته شده و ارزشمند است. این جمعیت با خطراتی همچون بیماری، فشار جمعیت انسانی محلی که رو به افزایش هستند و هجوم پرندگان، مواجه است. | [ ۱۵ ] |
| ۳ |       | پارک ملی خلیج چاوکا جوزانی  | زنگبار         | ۱۹۹۷    | ۸۵۰       | طبیعی  | منطقه حفاظت شده پارک ملی خلیج چاوکا جوزانی در جنوب شهر زنگبار زیستگاه گونه‌های حیات‌وحش با اهمیت ملی و بین‌المللی از جمله پلنگ بومی زنگبار که تقریباً منقرض شده، میمون کلوبوس قرمز و چند حیوان دیگرست. جنگل جوزانی تنها منطقه‌ای است که می‌توان این گونه‌های خاص را نگهداری کرد. این جنگل همچنین دارای پنج نوع پوشش گیاهی مهم است که در منطقه کوچکی که بیش از ۳۰ کیلومتر مربع وسعت ندارد، در مجاورت هم قرار گرفته‌اند.            | [ ۱۶ ] |
| ۴ |       | جنگل‌های کوهستان هلال شرقی   | پراکنده        | ۲۰۰۶    | ۲۰۸۵      | طبیعی  | کوهستان هلال شرقی از کریستال‌های باستانی پوشیده از جنگل تشکیل شده و دارای آب و هوایی متأثر از اقیانوس هند است. این سایت از مناطق جهان است که از نظر انقراض گونه‌های بالقوه، با فوری‌ترین تهدید مواجه است. | [ ۱۷ ] |
| ۵ |       | مسیر مرکزی تجارت برده و عاج | پراکنده        | ۲۰۰۶    | ۲۰۹۵      | فرهنگی | این مسیر مهم‌ترین مسیر شکارچیان برده بود که اهالی بومی آفریقا را از آنجا به زنگبار رسانده و با کشتی به کشورهای عربی، ایران، هند، موریتانی و یونان می‌بردند و به عنوان برده به فروش می‌رساندند. این سایت شامل بناهایی مرتبط با بازرگانان و شکارچیان برده است و تا صد و پنجاه سال پیش که در نتیجهٔ فشار بریتانیا برده‌داری ممنوع گردید، مورد استفاده قرار می‌گرفت.                                                                | [ ۱۸ ] |